# Perioada Dinastică Timpurie a Egiptului
Perioada Dinastică Timpurie a Egiptului include Prima și cea de a II-a dinastii Egiptene începând din 2920 î.Hr. (după Perioada protodinastica) până la începutul Vechiului Regat al Egiptului (2575 î.Hr.).
Tradițional (după Manetho), primul rege era cunoscut ca Menes, putând fi identificat ca unul din personajele cunoscute de istorici ca Narmer sau Hor-Aha, dar este posibil să fie o cu totul altă persoană.
Practicile funerare pentru țărani rămân neschimbate față de perioada predinastică, însă cei înstăriți cereau mai mult, astfel a început construcția de mastaba.
Înainte de unificarea Egiptului (in jur de 3100 î.Hr.) teritoriul era împărțit în localități independente; odată cu prima dinastie, conducătorii au format un sistem național de administrare și au instalat guvernatori regali. Clădirile administrației centrale erau de obicei temple deschise construite din lemn sau argilă.